# 1990
- Сотні делегатів конференції «Товариства української мови імені Тараса Шевченка» взяли участь у грандіозних маніфестаціях 30 вересня та 1 жовтня 1990 р. у Києві, які переросли в знамените голодування українських студентів на майдані Незалежності і змусили Верховну Раду УРСР піти на деякі поступки національно-демократичним силам. Йшлося, передусім, про відставку тодішнього прем'єра В. Масола та протидію спробі нав'язати Україні так званий «союзний договір». Вихідці-студенти цієї революції складуть активну частину українського національного політикуму 1990—2000—2010-х. Див. Студентська революція на граніті[1].

## Події
Див. також: Категорія:1990
- 1 січня — Ірландія розпочала головування в Раді ЄС[2].
- 19 січня — в Ужгороді було створено «Товариство Карпатських Русинів». Першим головою товариства став тодішній головний архітектор обласного центру, міста Ужгород — Михайло Михайлович Томчаній.
- 28 січня — в Бухаресті, Румунія продемократичні демонстрації з вимогами від тимчасового уряду звільнення всіх колишніх комуністів з посад у владі та усунення тимчасового президента країни Ілієску з його посади.
- 23 лютого — чемпіоном світу з хокею на траві серед чоловіків стала збірна Нідерландів.
- 10 березня — чемпіоном світу з гандболу серед чоловіків стала збірна Швеції (у фіналі перемогла збірну СРСР з рахунком 27-23).
- 14 березня — у Львівській області в Стрию, першому з українських міст, підняли національний символ — прапор України.
- 15 березня — вперше встановлені офіційні зв'язки між Ватиканом і СРСР;
- 24 квітня — на орбіту Землі був доставлений телескоп Хаббл.
- 2 травня — чемпіоном світу з хокею стала збірна СРСР.
- 5 травня —  переможцем пісенного конкурсу Євробачення 1990 став Тото Кутуньо, що представляв Італію з піснею «Insieme 1992».
- 4 червня — Завершила свої повноваження голова президії верховної ради УРСР Валентина Шевченко.
- 12 червня — Верховна Рада РРФСР прийняла Декларацію про державний суверенітет республіки.
- 1 липня — Італія розпочала головування в Раді ЄС[2].
- 8 липня — у фіналі чемпіонату світу з футболу збірна ФРН перемогла збірну Аргентину з рахунком 1-0.
- 16 липня — Верховна Рада УРСР прийняла Декларацію про державний суверенітет України.
- 26 липня — вступ на посаду міністра внутрішніх справ УРСР Василишина Андрія Володимировича.
- 1 серпня — 500-ліття Запорозького козацтва.
- 3 серпня — Закону «Про економічну самостійність Української РСР», що передбачав повну господарську самостійність і свободу підприємництва усіх юридичних і фізичних осіб у рамках законів України; введення національної грошової одиниці, самостійність регулювання грошового обігу; національну митницю, захищеність внутрішнього ринку[3].
- 13 серпня — Рішення парламенту НДР про об'єднання з ФРН.
- 19 серпня — у фіналі чемпіонату світу з баскетболу в Аргентині збірна СФРЮ перемогла збірну СРСР з рахунком 92-75.
- 5 вересня — заснований Львівський інститут менеджменту.
- 3 жовтня — завершено об'єднання Німеччини.
- 2-17 жовтня — в Києві відбувся протест-голодування студентів, що увійшов в історію під назвою «Студентська революція на граніті».

### Вибори
- вперше за повоєнний період, у республіках СФРЮ відбулися вільні парламентські вибори на багатопартійній основі.
- 4 березня — у СРСР відбулися перші альтернативні вибори народних депутатів.
- 15 березня — Михайло Горбачов був обраний єдиним в історії СРСР президентом;

## Народились
Див. також: Категорія:Народились 1990
- 1 січня — Євгенія Тульчевська, українська модель.
- 3 січня — Гончар Юлія, українська драматургиня, сценаристка.
- 4 січня — Тоні Кроос, німецький футболіст, чемпіон світу (2014).
- 12 січня — Сергій Карякін, російський шахіст.
- 13 січня — Ліам Гемсворт, австралійський актор.
- 14 січня — Ірина Журавська, українська модель.
- 23 січня — Julik, український співак. Колишній учасник колективу «DZIDZIO».
- 27 лютого — Єгор Гордєєв, ведучий ранкової програми «Сніданок з 1+1».
- 28 лютого — Анна Музичук, українська шахістка.
- 8 березня — Макс Барських, український співак.
- 23 березня — Принцеса Йоркська Євгенія.
- 26 березня — Аннамарі Данча, українська сноубордистка, призерка чемпіонату світу.
- 27 березня - Кімбра, новозеландська співачка.
- 1 квітня — Сергій Рибалка, український футболіст.
- 9 квітня — Крістен Стюарт, американська акторка.
- 10 квітня — Алекс Петтіфер, англійський актор та модель.
- 15 квітня — Емма Ватсон, британська акторка, модель, активістка з прав людини, феміністка, Посол доброї волі ООН-Жінки.
- 16 квітня — Артур Занетті, бразильський гімнаст.
- 19 квітня — Денис Гармаш, український футболіст, півзахисник, колишній гравець збірної України
- 21 квітня — Надія Дорофєєва, українська співачка, модельєрка, блогерка та акторка.
- 23 квітня — Дев Пател, британський актор індійського походження.
- 5 травня — Олена Вороніна, українська фехтувальниця, срібна призерка Олімпійських ігор в командній шаблі.
- 1 червня — Стас Шуринс, латвійський та український музикант, співак, композитор.
- 7 червня — Еллісон Шмітт, американська плавчиня, триразова олімпійська чемпіонка (2012).
- 14 червня — Регіна Тодоренко, українська та російська співачка, телеведуча і мандрівниця.
- 18 червня — Крістіан Тейлор, американський легкоатлет.
- 2 липня — Марго Роббі, австралійська акторка та продюсерка.
- 10 липня — Алдос Гардінг, новозеландська інді-фолк виконавиця та авторка пісень.
- 26 липня — Світлана Тарабарова, українська співачка.
- 28 липня — Антоніна Хижняк, українська акторка театру, кіно та дубляжу.
- 3 серпня — Наталія Могилинець, українська співачка та модель.
- 9 серпня — Білл Скашгорд, шведський актор
- 12 серпня 
  - Маріо Балотеллі, італійський футболіст.
  - ETOLUBOV, українська співачка.
- 15 серпня — Дженніфер Лоуренс, американська акторка
- 17 серпня — Влад Ситнік, український співак (баритон). Переможець міжнародного пісенного конкурсу «Слов'янський базар — 2017».
- 18 серпня — Олександр Качура, український адвокат, народний депутат України IX скликання.
- 4 вересня — Ольга Харлан, українська фехтувальниця (шабля), олімпійська чемпіонка (2008).
- 19 вересня — Юлія Джима, українська біатлоністка, олімпійська чемпіонка.
- 26 вересня 
  - Роман Безус, український футболіст.
  - Міла Нітіч, українська співачка.
- 6 жовтня — Євген Пронін, український юрист, адвокат.
- 11 жовтня — Юлія Саніна, українська співачка, солістка рок-гурту «The Hardkiss».
- 17 жовтня — Єлизавета Ясько, українська політикиня, політологиня, народна депутатка України IX скликання.
- 20 жовтня — В'ячеслав Рибіков, український музикант, бронзовий призер та лауреат конкурсу Нова хвиля.
- 9 листопада — Роман Скорпіон, український співак та автор пісень.
- 11 листопада — Анна Гресь, українська модель та блогерка.
- 15 листопада — Альона Мусієнко, українська модель, акторка, телеведуча.
- 24 листопада — Sonya Kay, українська співачка.
- 26 листопада — Марія Собко, українська співачка.
- 30 листопада 
  - Магнус Карлсен, норвезький шаховий гросмейстер, чемпіон світу з шахів.
  - Євген Шахов, український футболіст, півзахисник, колишній гравець збірної України
- 1 грудня — Шанель Іман, американська модель.

## Померли
Див. також: Категорія:Померли 1990, Список померлих 1990 року
- 2 березня — Шейкі Джейк Гарріс (справжнє ім'я Джеймс Д. Гарріс), американський блюзовий музикант (нар. 1921)
- 4 березня — Маргелов Василь Пилипович, командувач повітряно-десантних військ СРСР, Герой Радянського Союзу, генерал армії, десантник № 1.
- 5 травня — Євреїнов Юрій Миколайович, український архітектор і графік (* 1932).
- 15 серпня — Віктор Цой, соліст гурту «Кіно».
- 9 вересня — Мень Олександр Володимирович, священик Російської православної церкви, богослов, проповідник, автор книг з богослів'я, історії християнства та інших релігій, вбитий.

## Нобелівська премія
- з фізики: Джером Фрідман, Генрі Кендалл та Річард Тейлор — «За піонерські дослідження глибоко непружного розсіювання електронів на протонах і зв'язаних нейтронах, істотно важливих для розробки кваркової моделі у фізиці часток»
- з хімії: Елайс Джеймс Корі — «За розвиток теорії і методології органічного синтезу»
- з медицини та фізіології: Джозеф Маррі та Едвард Томас — «За відкриття, що стосуються трансплантації органів та клітин при лікуванні людських хвороб»
- з економіки: Гаррі Марковіц, Мертон Міллер та Вільям Шарп — «За піонерську роботу в теорії фінансової економіки»
- з літератури: Октавіо Пас
- премія миру: Михайло Горбачов — «За провідну роль у мирному процесі, який сьогодні є важливою складовою життя міжнародного співтовариства»

## Премія Філдса
- Володимир Гершонович Дрінфельд
- Воен Джонс
- Морі Сіґефумі
- Едвард Віттен

## Державна Премія УРСР імені Тараса Шевченка
- Дмитро Григорович Білоус
- Борис Григорович Возницький
- Кубанський козачий хор (художній керівник: Захарченко Віктор Гаврилович)
- Захарова Світлана Авксентіївна
- Козловський Іван Семенович
- Пушик Степан Григорович

## Державна премія України в галузі науки і техніки1990
Список лауреатів див. Лауреати Державної премії України в галузі науки і техніки (1990).